# Édon (Charente)
Pour les articles homonymes, voir Édon.
Édon (Aidon en limousin, dialecte de l'occitan) est une commune du Sud-Ouest de la France, située dans le département de la Charente (région Nouvelle-Aquitaine).
Ses habitants sont les Édonais et les Édonaises.

## Géographie

### Localisation et accès
Édon est une commune du sud-est de la Charente limitrophe de la Dordogne, et traversée d'ouest en est par la route d'Angoulême à Périgueux (la D 939).
Le bourg d'Édon est situé à 2 km de La Rochebeaucourt et sur la rive droite de la Nizonne. La commune est aussi à 6 km à l'est de Villebois-Lavalette, le chef-lieu de son canton, 10 km de Dignac, 23 km au sud-est d'Angoulême, la préfecture, et 44 km au nord-ouest de Périgueux, préfecture de la Dordogne.
La commune est aussi traversée par la D 5, qui va de la Rochebeaucourt à Villebois-Lavalette, Blanzac et Barbezieux. Elle est également desservie par la D 443, la D 87 et brièvement bordée au nord-ouest par la D 16. Le bourg d'Édon, traversé par la D 443, est situé entre la D 939 et la D 5.

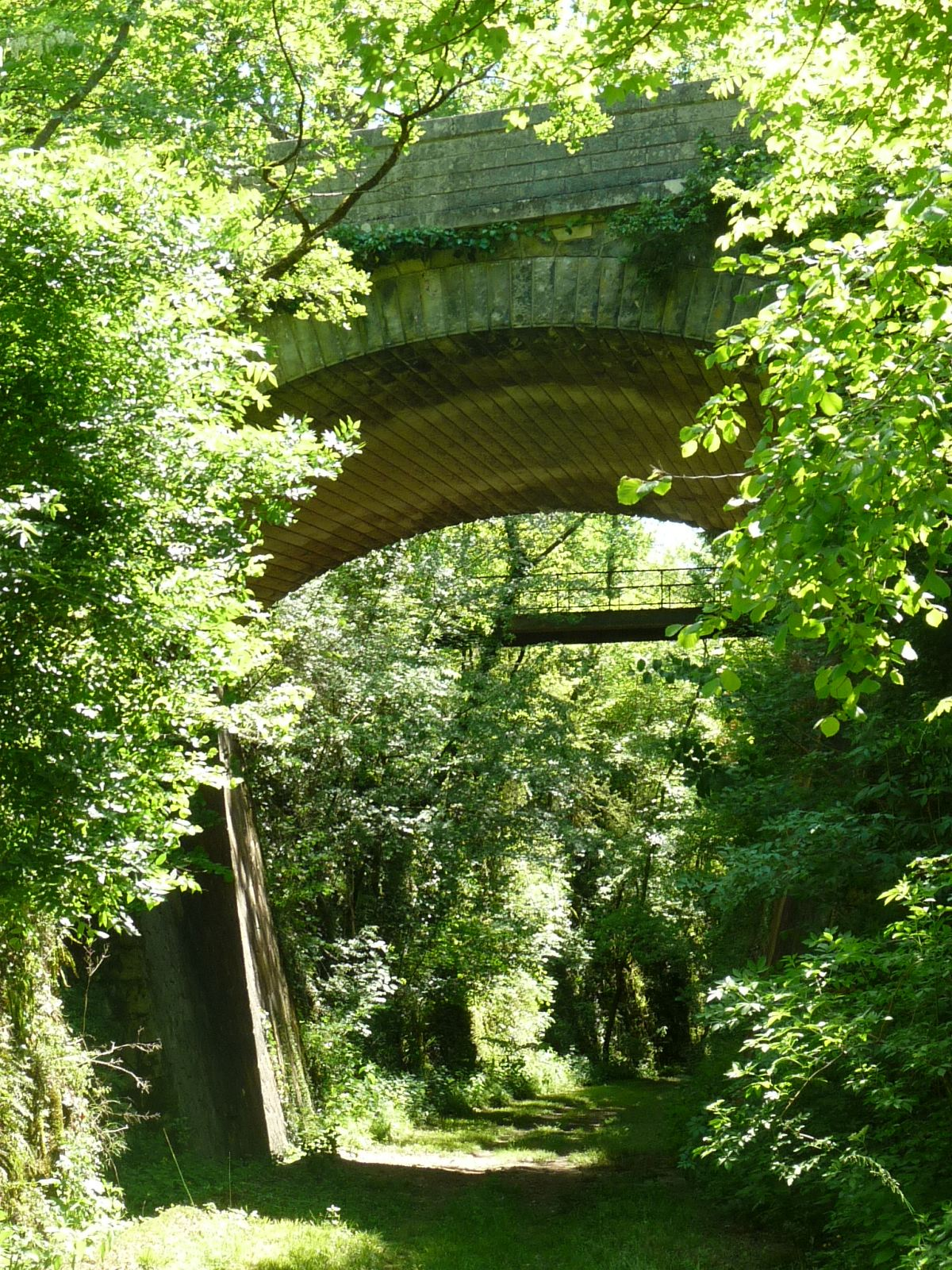
Ancienne voie ferrée sous la D 5.

La commune était aussi traversée par la voie ferrée d'Angoulême à Périgueux, aujourd'hui déposée, et elle possédait la gare d'Édon - La Rochebeaucourt. Cette voie ferrée, transformée en chemin pédestre, passait au pied du château pour remonter la vallée de la Manore en direction de Rougnac.
La commune est aussi traversée par le GR 36 qui va de la Manche aux Pyrénées, et qui passe dans le bourg.

### Communes limitrophes
Édon est limitrophe de six autres communes dont deux dans le département de la Dordogne. Au sud-ouest, Champagne-et-Fontaine n'est limitrophe que par un quadripoint au niveau du gué de Pompeigne sur la Nizonne.
| Gardes-le-Pontaroux              | Rougnac                                   |          |
| Blanzaguet-Saint-Cybard          | Édon                                      | Combiers |
| Champagne-et-Fontaine (Dordogne) | La Rochebeaucourt-et-Argentine (Dordogne) |          |

### Géologie et relief

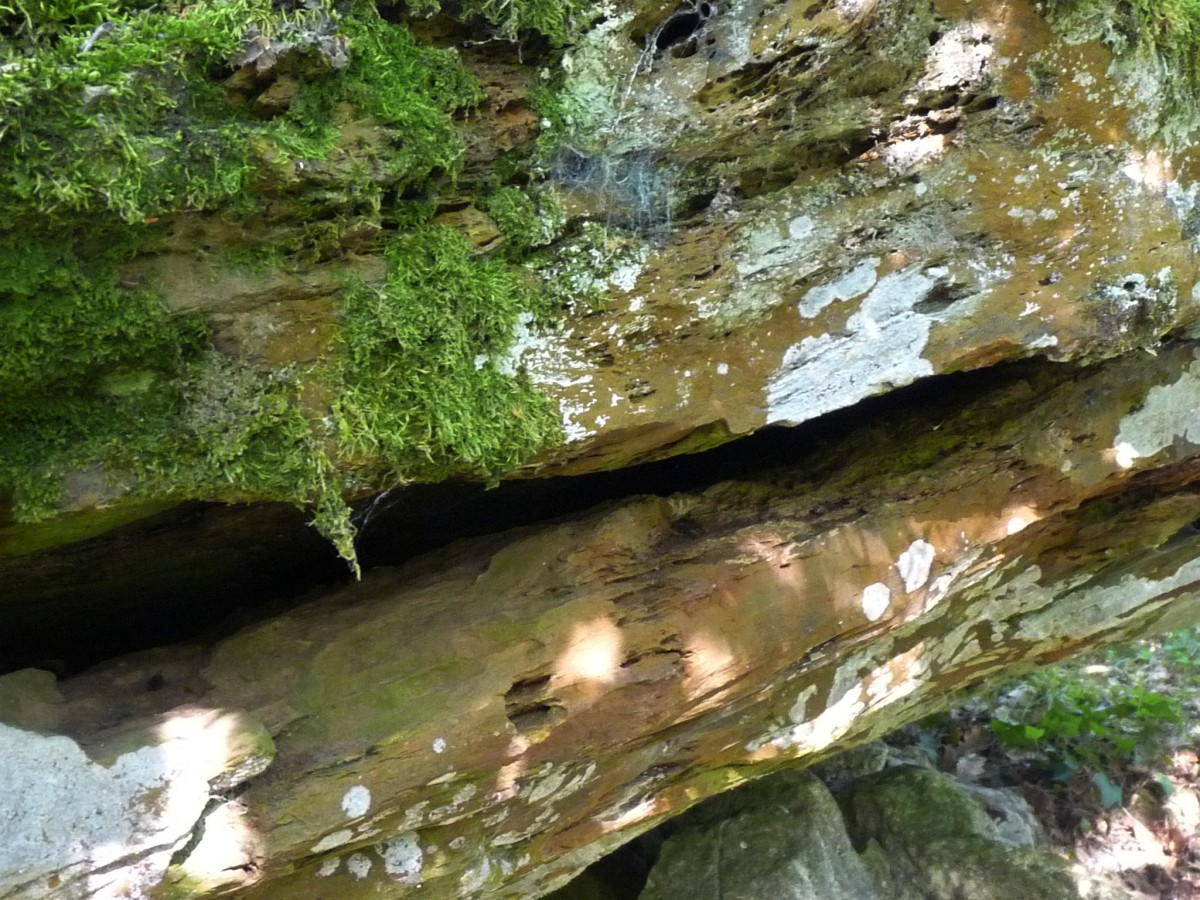
Dalle ferrugineuse du dolmen de Pierre Rouge.

La commune occupe un terrain calcaire datant du Crétacé, qui s'étage du Turonien au sud-est, au Santonien, en passant par le Coniacien qui occupe la plus grande partie. Le Turonien (ou Angoumien) apparaît au centre de l'anticlinal de Mareuil dont la commune forme la pointe nord-ouest, sur les rebords de la vallée de la Manore et de la Nizonne, entre la Gélie et la Gare.
Ce plateau est toutefois recouvert sur ses sommets par des dépôts du Tertiaire, sous forme de sable argileux, galets quartzeux, silex, ainsi que par des colluvions et altérites des sables santoniens du Quaternaire. Ces sols plus pauvres sont souvent boisés. Ces dépôts sont parfois riches en fer et peuvent former des dalles (dolmen de Pierre Rouge). Les vallées sont occupées par des alluvions récentes du Quaternaire,,,.
Le relief de la commune est celui d'un plateau assez vallonné, bordé au sud par la vallée de la Nizonne. Le point culminant est à une altitude de 227 m, situé à l'extrémité nord-ouest de la commune au Puy de Beauregard (borne IGN). Le point le plus bas est à 85 m, situé en limite sud le long de la Nizonne près du Pas de Pompeigne. Le bourg est à 145 m d'altitude.

### Hydrographie

#### Réseau hydrographique
La commune est située dans le bassin de la Dordogne, au sein  du Bassin Adour-Garonne. Elle est drainée par la Lizonne, la Manore, et par un petit cours d'eau, qui constituent un réseau hydrographique de 8 km de longueur totale,.
La Lizonne, ici appelée Nizonne, d'une longueur totale de 60,49 km, prend sa source en Dordogne, dans la commune de Sceau-Saint-Angel et se jette  dans la Dronne à Bourg-du-Bost, après avoir traversé 21 communes. Elle borde la commune et le département au sud.
La Manore, descendant de Rougnac, traverse l'est de la commune et se jette dans la Nizonne, au pied du château de la Rochebeaucourt.

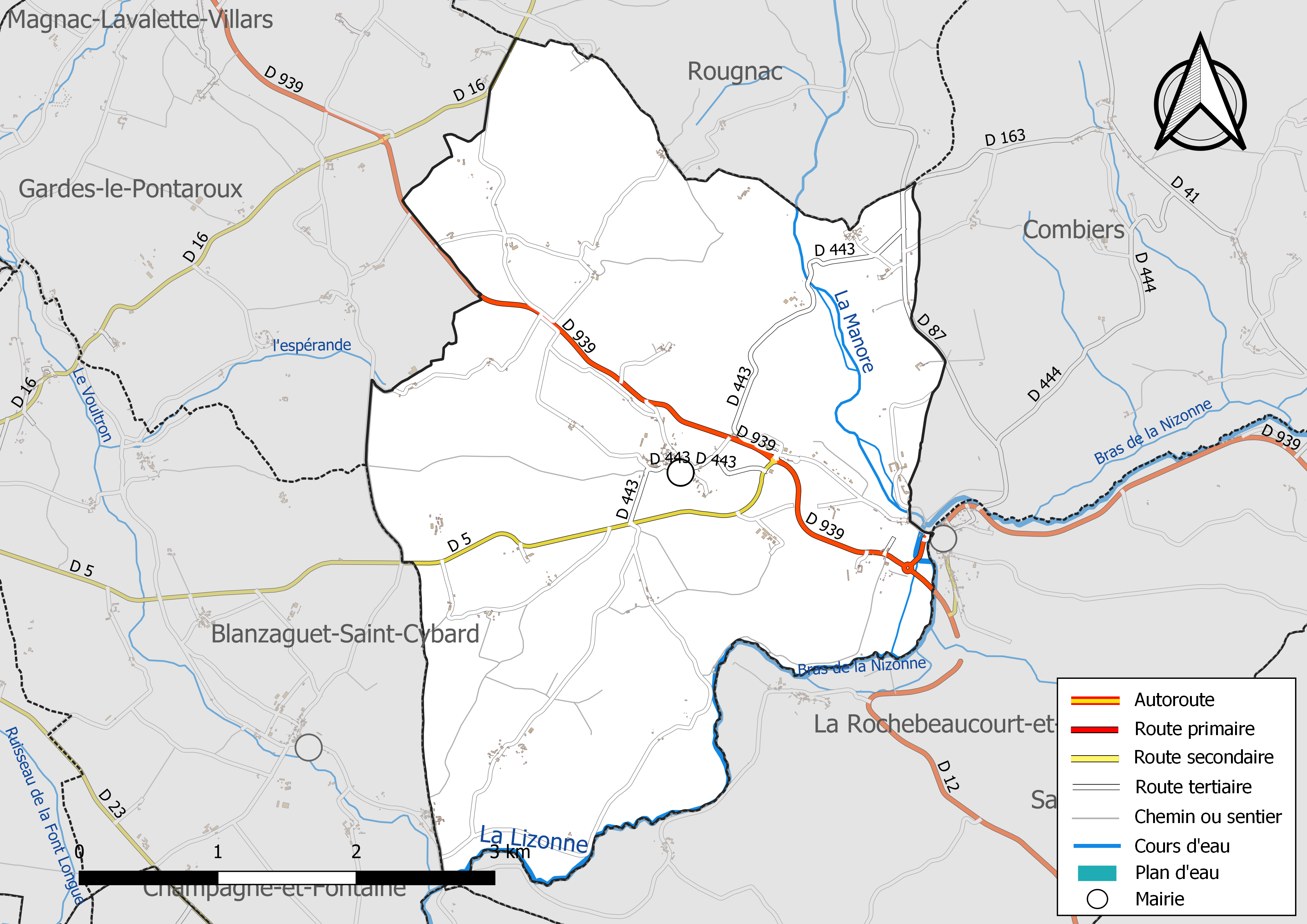
Réseaux hydrographique et routier d'Édon.
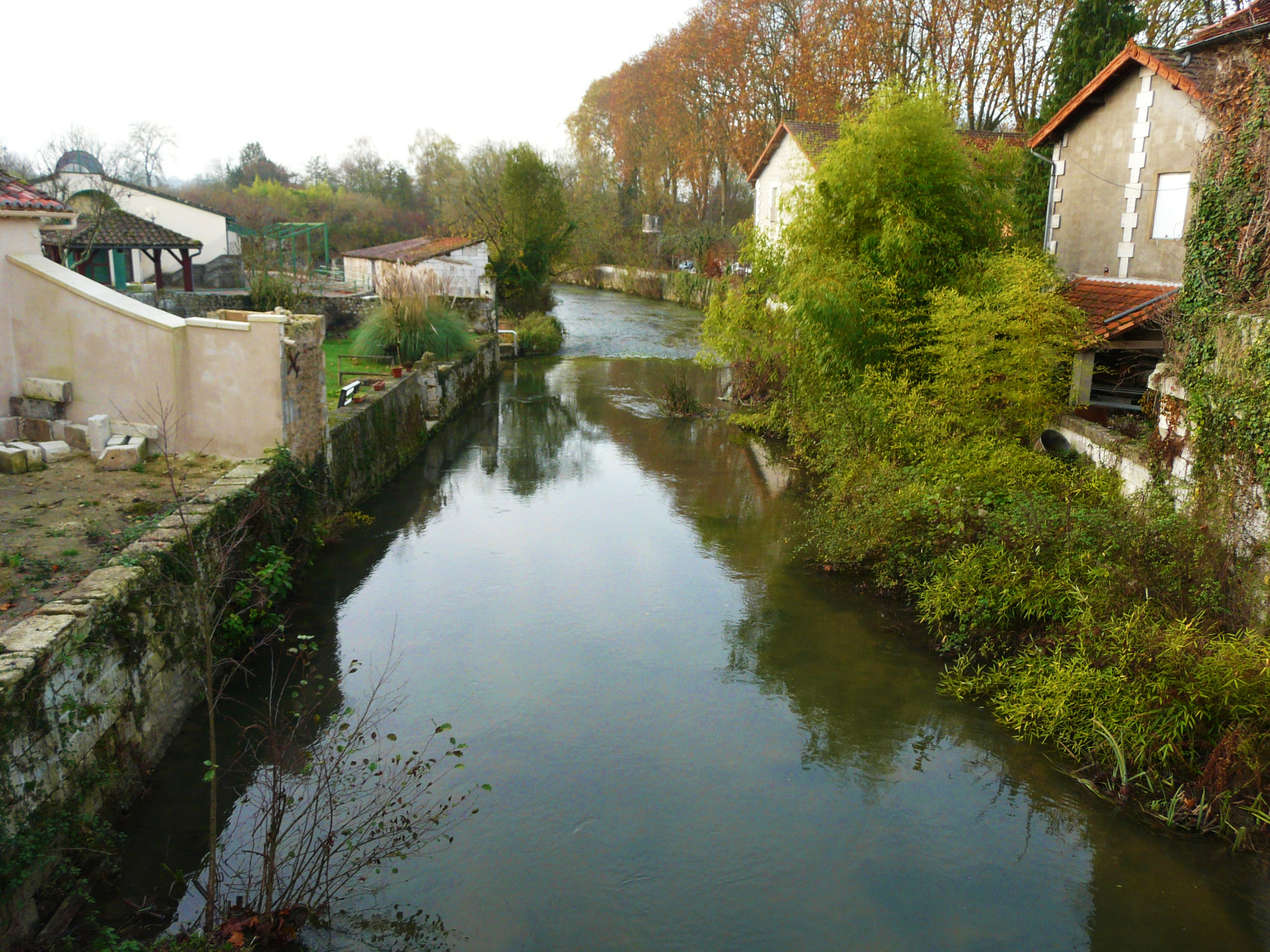
La Nizonne au pont de la RD 939, entre La Rochebeaucourt-et-Argentine (à gauche) et Édon.

#### Gestion des eaux
Le territoire communal est couvert par le schéma d'aménagement et de gestion des eaux (SAGE) « Isle - Dronne ». Ce document de planification, dont le territoire regroupe les bassins versants de l'Isle et de la Dronne, d'une superficie de 7 500 km2, a été approuvé le 2 août 2021. La structure porteuse de l'élaboration et de la mise en œuvre est l'établissement public territorial de bassin de la Dordogne (EPIDOR). Il définit sur son territoire les objectifs généraux d’utilisation, de mise en valeur et de protection quantitative et qualitative des ressources en eau superficielle et souterraine, en respect des objectifs de qualité définis dans le troisième SDAGE  du Bassin Adour-Garonne qui couvre la période 2022-2027, approuvé le 10 mars 2022.

### Climat
Comme dans les trois quarts sud et ouest du département, le climat est océanique aquitain.

### Milieux naturels et biodiversité

#### ZNIEFF

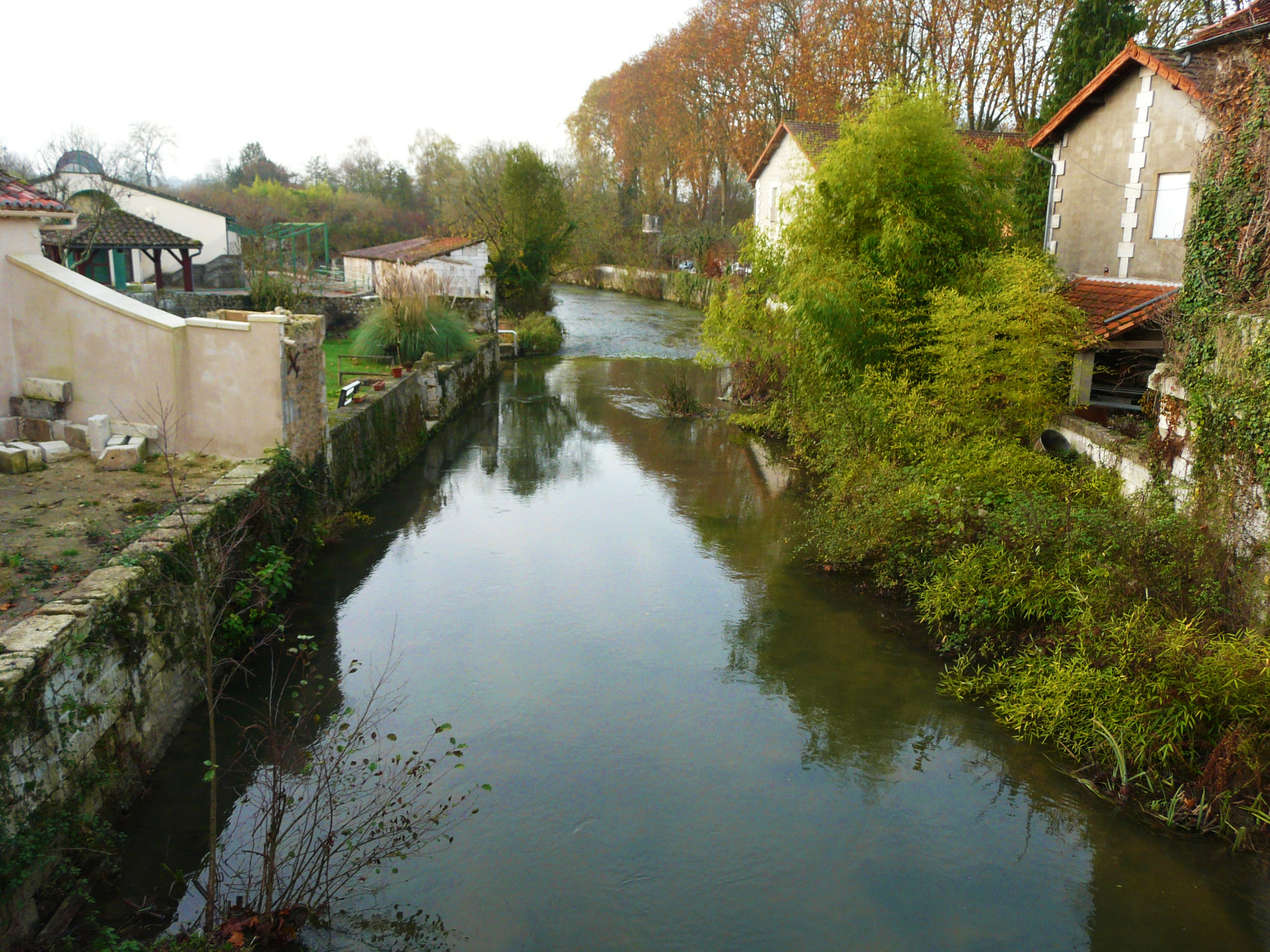
La Nizonne entre Édon (à droite) et le bourg de La Rochebeaucourt (à gauche).

Selon l'Inventaire national du patrimoine naturel (INPN), le site « Marais alcalins de la vallée de la Nizonne » concerne la commune d'Édon. Dans les faits, les communes du département de la Charente mentionnées par la fiche ne font que tangenter cette zone naturelle d'intérêt écologique, faunistique et floristique (ZNIEFF), intégralement comprise dans le département de la Dordogne, comme le montre la carte du site. Ces communes de Charente, dont Édon, sont traitées dans une autre ZNIEFF décrite ci-dessous.
À Édon, la vallée de la Nizonne fait partie de la ZNIEFF de type II nommée « Vallées de la Nizonne, de la Tude et de la Dronne en Poitou-Charentes »,.
Vingt-deux espèces déterminantes d'animaux y ont été répertoriées :
- un amphibien : la Rainette verte (Hyla arborea) ;
- un crustacé, l'Écrevisse à pattes blanches (Austropotamobius pallipes) ;
- cinq insectes dont trois lépidoptères : l'Azuré de la sanguisorbe (Phengaris teleius), le Cuivré des marais (Lycaena dispar) et le Fadet des laîches (Coenonympha oedippus) et deux odonates : l'Agrion de Mercure (Coenagrion mercuriale) et la Cordulie à corps fin (Oxygastra curtisii) ;
- sept mammifères : la Loutre d'Europe (Lutra lutra) et le Vison d'Europe (Mustela lutreola), ainsi que cinq chauves-souris : le Murin à moustaches (Myotis mystacinus), l'Oreillard roux (Plecotus auritus), la Pipistrelle de Kuhl (Pipistrellus kuhlii), le Petit rhinolophe (Rhinolophus hipposideros) et la Sérotine commune (Eptesicus serotinus) ;
- quatre oiseaux : l'Alouette lulu (Lullula arborea), le Martin-pêcheur d'Europe (Alcedo atthis), le Milan noir (Milvus migrans) et le Tarier des prés (Saxicola rubetra) ;
- trois poissons : le Chabot commun (Cottus gobio), la Lamproie de Planer (Lampetra  planeri) et le Toxostome (Parachondrostoma toxostoma) ;
- un reptile : la Cistude (Emys orbicularis).

Vingt-neuf autres espèces animales (quatre mammifères et vingt-cinq oiseaux) y ont été recensées.

#### Natura 2000
Dans leur traversée de la commune, la Nizonne et sa vallée font partie d'une zone du réseau Natura 2000 « Vallée de la Nizonne » avec vingt espèces animales inscrites à l'annexe II de la directive 92/43/CEE de l'Union européenne :
- sept insectes : l'Agrion de Mercure (Coenagrion mercuriale), l'Azuré de la sanguisorbe (Phengaris teleius), la Cordulie à corps fin (Oxygastra curtisii), le Cuivré des marais (Lycaena dispar), le Damier de la succise (Euphydryas aurinia), le Fadet des laîches (Coenonympha oedippus) et le Gomphe de Graslin (Gomphus graslinii) ;
- dix mammifères : la Loutre d'Europe (Lutra lutra), le Vison d'Europe (Mustela lutreola), et huit chauves-souris : la Barbastelle d'Europe (Barbastella barbastellus), le Grand murin (Myotis myotis), le Grand rhinolophe (Rhinolophus ferrumequinum), le Minioptère de Schreibers (Miniopterus schreibersii), le Murin à oreilles échancrées (Myotis emarginatus), le Murin de Bechstein (Myotis bechsteinii), le Petit murin (Myotis blythii) et le Petit rhinolophe (Rhinolophus hipposideros) ;
- deux poissons : le Chabot fluviatile (Cottus perifretum) et la Lamproie de Planer (Lampetra  planeri) ;
- un reptile : la Cistude (Emys orbicularis).

## Urbanisme

### Typologie
Au 1er janvier 2024, Édon est catégorisée commune rurale à habitat très dispersé, selon la nouvelle grille communale de densité à 7 niveaux définie par l'Insee en 2022.
Elle est située hors unité urbaine et hors attraction des villes,.

### Occupation des sols
L'occupation des sols de la commune, telle qu'elle ressort de la base de données européenne d’occupation biophysique des sols Corine Land Cover (CLC), est marquée par l'importance des territoires agricoles (61,6 % en 2018), une proportion sensiblement équivalente à celle de 1990 (61,1 %). La répartition détaillée en 2018 est la suivante : 
terres arables (40,9 %), forêts (38,4 %), zones agricoles hétérogènes (17 %), prairies (3,7 %). L'évolution de l’occupation des sols de la commune et de ses infrastructures peut être observée sur les différentes représentations cartographiques du territoire : la carte de Cassini (XVIIIe siècle), la carte d'état-major (1820-1866) et les cartes ou photos aériennes de l'IGN pour la période actuelle (1950 à aujourd'hui).

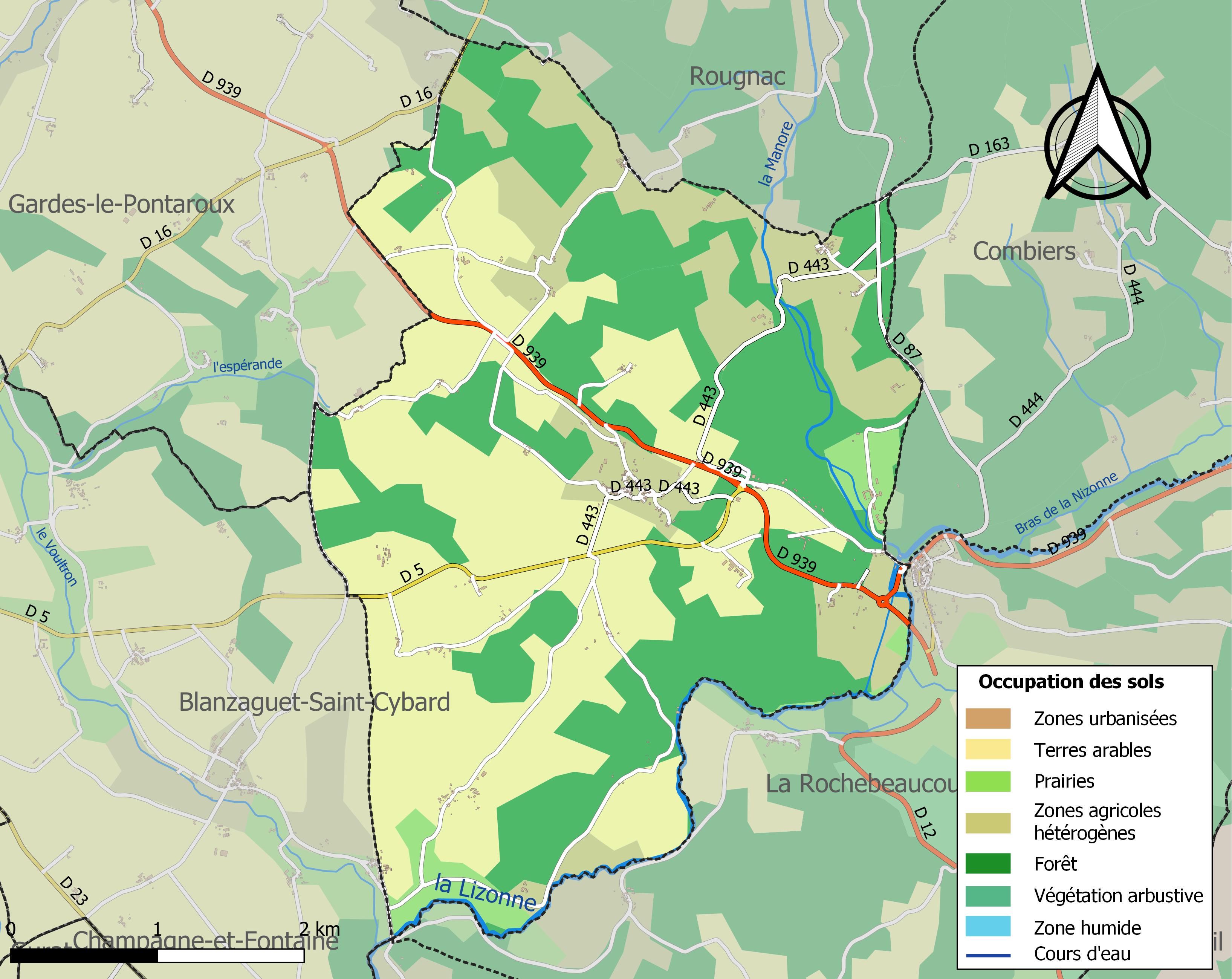
Carte des infrastructures et de l'occupation des sols de la commune en 2018 (CLC).

### Hameaux et lieux-dits
L'habitat est assez dispersé et on compte de nombreuses fermes plus que de véritables hameaux. On peut cependant signaler Maine Chabrol, la Chaussade, le Ménieux au sud, chez Bregier, chez Javelle au nord, et le Parc et la Gare à l'est, faisant face à La Rochebeaucourt.

### Risques majeurs
Le territoire de la commune d'Édon est vulnérable à différents aléas naturels : météorologiques (tempête, orage, neige, grand froid, canicule ou sécheresse) et séisme (sismicité faible). Il est également exposé à un risque technologique, le transport de matières dangereuses. Un site publié par le BRGM permet d'évaluer simplement et rapidement les risques d'un bien localisé soit par son adresse soit par le numéro de sa parcelle.

#### Risques naturels

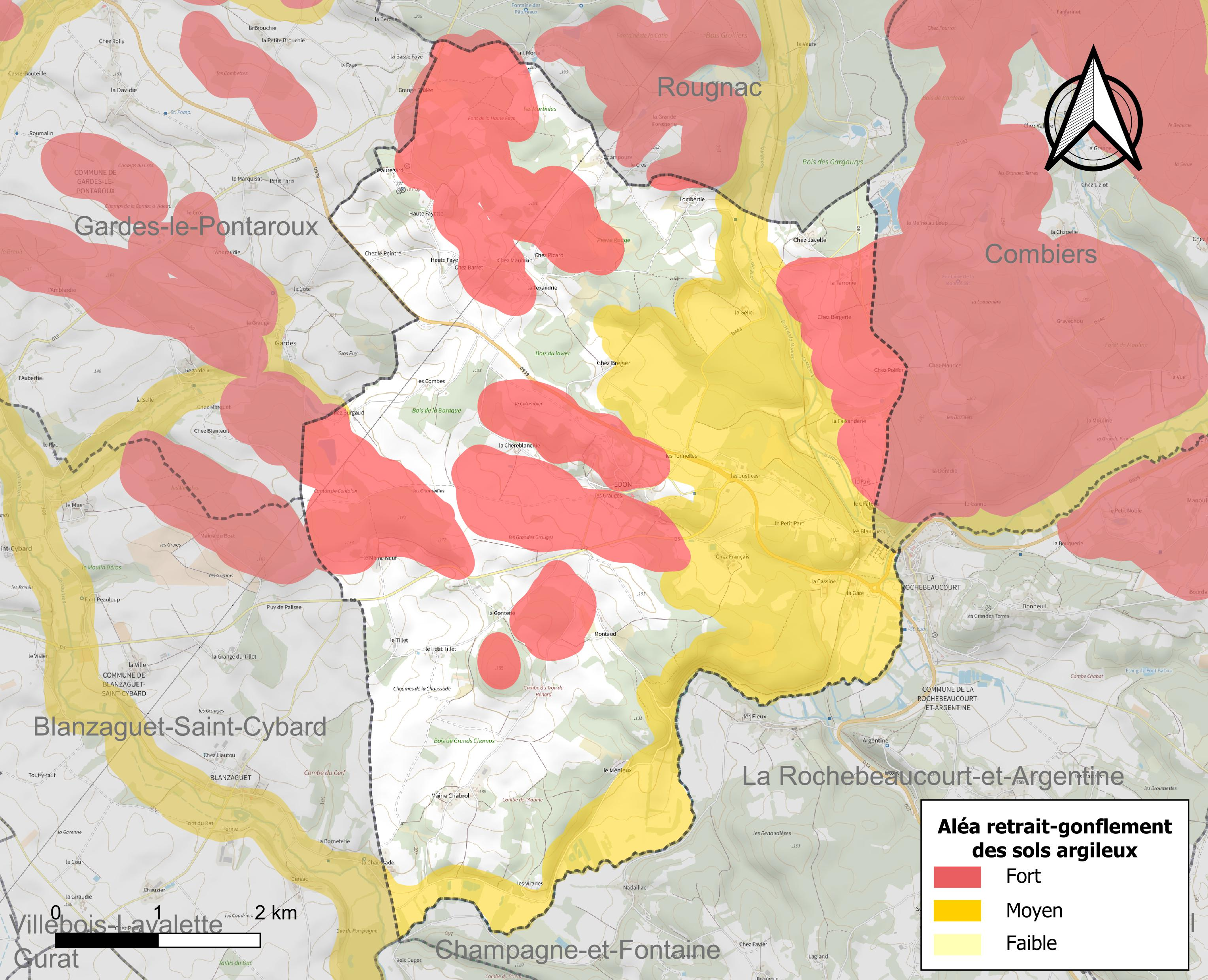
Carte des zones d'aléa retrait-gonflement des sols argileux d'Édon.

Le retrait-gonflement des sols argileux est susceptible d'engendrer des dommages importants aux bâtiments en cas d’alternance de périodes de sécheresse et de pluie. 59,3 % de la superficie communale est en aléa moyen ou fort (67,4 % au niveau départemental et 48,5 % au niveau national). Sur les 193 bâtiments dénombrés sur la commune en 2019, 100 sont en aléa moyen ou fort, soit 52 %, à comparer aux 81 % au niveau départemental et 54 % au niveau national. Une cartographie de l'exposition du territoire national au retrait gonflement des sols argileux est disponible sur le site du BRGM,.
Par ailleurs, afin de mieux appréhender le risque d’affaissement de terrain, l'inventaire national des cavités souterraines permet de localiser celles situées sur la commune.
La commune a été reconnue en état de catastrophe naturelle au titre des dommages causés par les inondations et coulées de boue survenues en 1982, 1983, 1999 et 2008. Concernant les mouvements de terrains, la commune a été reconnue en état de catastrophe naturelle au titre des dommages causés par la sécheresse en 2005 et par des mouvements de terrain en 1999.

#### Risques technologiques
Le risque de transport de matières dangereuses sur la commune est lié à sa traversée par une ou des infrastructures routières ou ferroviaires importantes ou la présence d'une canalisation de transport d'hydrocarbures. Un accident se produisant sur de telles infrastructures est susceptible d’avoir des effets graves sur les biens, les personnes ou l'environnement, selon la nature du matériau transporté. Des dispositions d’urbanisme peuvent être préconisées en conséquence.

## Toponymie
Les formes anciennes sont in villa Aidomno en 1020, Eydon en 1275, Esdona, Exdom en 1380, Eydon d'Hautefaye en 1732.
D'après Albert Dauzat, l'origine du nom d'Édon est obscure. Jean Talbert propose une altération de ante dominum, « devant le saint », qui comme à Eymouthiers désignerait le premier des apôtres. Si cette interprétation est exacte, il en résulte qu'avant l'église actuelle, qui date du XIe siècle, il y a eu à Édon un sanctuaire consacré à saint Pierre, autour duquel le village s'est groupé.

### Langues
La commune est dans la partie occitane de la Charente qui en occupe le tiers oriental, et le dialecte est limousin. Elle se nomme Aidon en occitan.

## Histoire
Le territoire communal a été occupé dès les temps anciens, car les grottes surplombant la Nizonne et explorées par Gustave Chauvet ont fourni de nombreux objets datant du Quaternaire. Deux dolmens et un menhir attestent la présence d'une nécropole.
La limite ouest de la commune est l'ancienne voie romaine d'Angoulême à Périgueux, appelée la Chaussade, qui rejoignait la voie romaine Saintes-Périgueux dit chemin Boisné après avoir traversé la Nizonne au Pas de Pompeigne, et qui passe au nord par l'église de Gardes.
Entre le Xe et XVIIIe siècles, Édon était le siège d'une viguerie, alors dans le diocèse de Périgueux, qui a été rattachée avec les six autres vigueries du comté d'Angoulême, qui en comptera une vingtaine, à la suite de son extension au XIe siècle.
À la fin de la période médiévale, Édon formait une seigneurie entre les mains de la famille de Sescaud, plus tard seigneurs de Saint Just qui passa par héritage aux de Salignac du Devaix. Au XIXe siècle, le logis, actuellement la mairie, appartenait à M. de Saint-Gresse. À cette même époque, le moulin à papier du Ménieux (ou Meynieux) appartenait au comte de Béarn, qui possédait aussi le château de la Rochebeaucourt situé sur la commune, à moins d'un kilomètre.
Entre 1894 et 1951, la ligne de chemin de fer d'Angoulême à Ribérac traversait la commune et la gare de La Rochebeaucourt, située sur la rive droite de la Nizonne, était commune avec celle d'Édon.

## Politique et administration

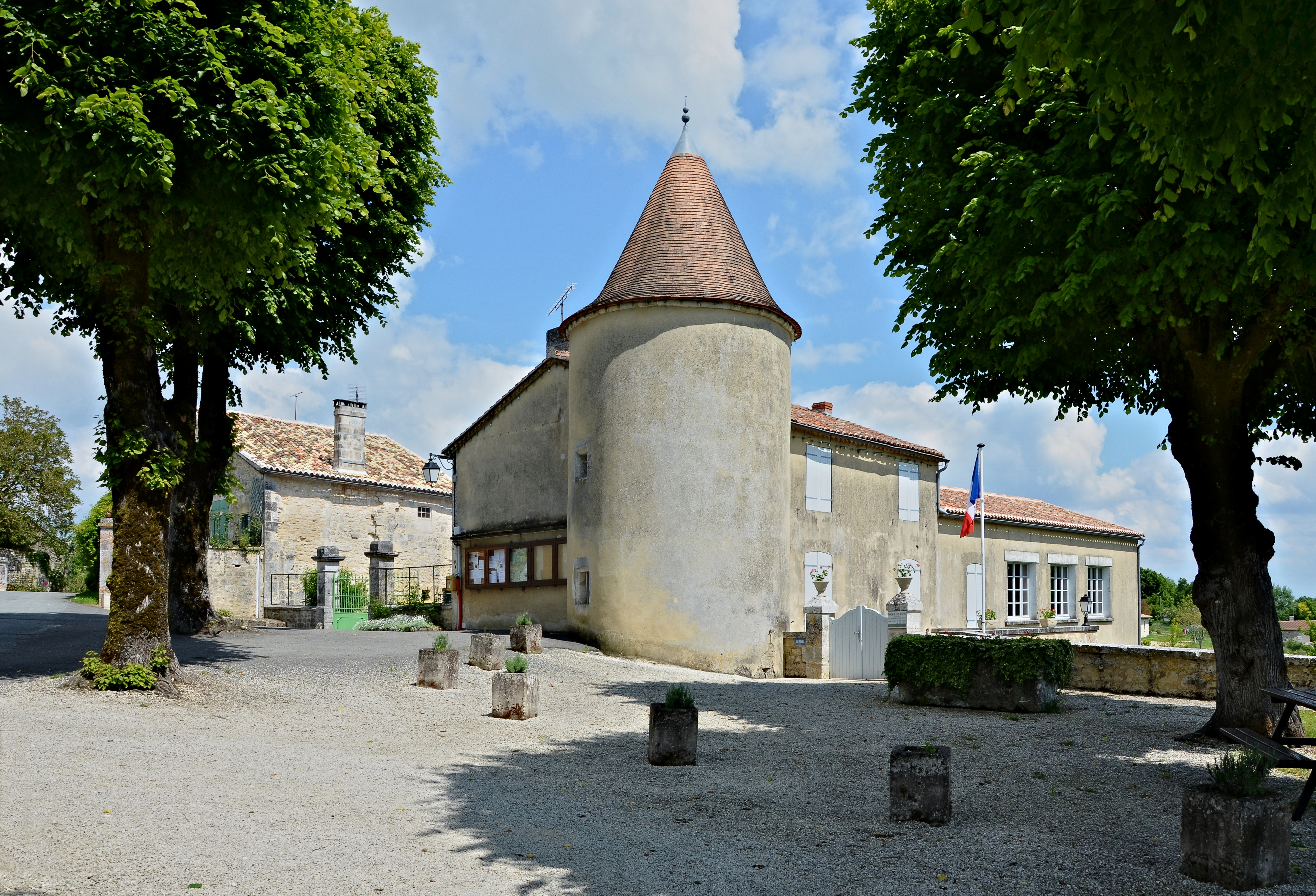
Mairie d'Édon.

| Période                                  | Période  | Identité                                     | Étiquette | Qualité             |
| ---------------------------------------- | -------- | -------------------------------------------- | --------- | ------------------- |
| Les données manquantes sont à compléter. |          |                                              |           |                     |
|                                          |          |                                              |           |                     |
| 1992                                     | 1999     | Jeanine Siman                                |           | Commerçante         |
| 1999                                     | En cours | Patrice Petit Réélu pour le mandat 2020-2026 | UMP-LR    | Exploitant agricole |

## Démographie

### Évolution démographique
L'évolution du nombre d'habitants est connue à travers les recensements de la population effectués dans la commune depuis 1793. Pour les communes de moins de 10 000 habitants, une enquête de recensement portant sur toute la population est réalisée tous les cinq ans, les populations de référence des années intermédiaires étant quant à elles estimées par interpolation ou extrapolation. Pour la commune, le premier recensement exhaustif entrant dans le cadre du nouveau dispositif a été réalisé en 2005.

En 2022, la commune comptait 272 habitants, en évolution de +7,94 % par rapport à 2016 (Charente : −0,48 %, France hors Mayotte : +2,11 %).
| 1793 | 1800 | 1806 | 1821 | 1831 | 1841 | 1846 | 1851 | 1856 |
| ---- | ---- | ---- | ---- | ---- | ---- | ---- | ---- | ---- |
| 800  | 799  | 727  | 796  | 815  | 854  | 871  | 874  | 873  |

| 1861 | 1866 | 1872 | 1876 | 1881 | 1886 | 1891 | 1896 | 1901 |
| ---- | ---- | ---- | ---- | ---- | ---- | ---- | ---- | ---- |
| 810  | 715  | 660  | 665  | 623  | 612  | 554  | 531  | 505  |

| 1906 | 1911 | 1921 | 1926 | 1931 | 1936 | 1946 | 1954 | 1962 |
| ---- | ---- | ---- | ---- | ---- | ---- | ---- | ---- | ---- |
| 562  | 560  | 402  | 384  | 384  | 348  | 303  | 294  | 278  |

| 1968 | 1975 | 1982 | 1990 | 1999 | 2005 | 2006 | 2010 | 2015 |
| ---- | ---- | ---- | ---- | ---- | ---- | ---- | ---- | ---- |
| 284  | 256  | 286  | 306  | 224  | 239  | 240  | 260  | 256  |

| 2020 | 2022 | - | - | - | - | - | - | - |
| ---- | ---- | - | - | - | - | - | - | - |
| 268  | 272  | - | - | - | - | - | - | - |

### Pyramide des âges
La population de la commune est relativement âgée.
En 2018, le taux de personnes d'un âge inférieur à 30 ans s'élève à 22,4 %, soit en dessous de la moyenne départementale (30,2 %). À l'inverse, le taux de personnes d'âge supérieur à 60 ans est de 39,5 % la même année, alors qu'il est de 32,3 % au niveau départemental.
En 2018, la commune comptait 128 hommes pour 129 femmes, soit un taux de 50,19 % de femmes, légèrement inférieur au taux départemental (51,59 %).
Les pyramides des âges de la commune et du département s'établissent comme suit.
| Hommes | Classe d’âge | Femmes |
| ------ | ------------ | ------ |
| 0,8    | 90 ou +      | 1,5    |
| 14,3   | 75-89 ans    | 13,3   |
| 30,8   | 60-74 ans    | 18,5   |
| 27,8   | 45-59 ans    | 27,4   |
| 9,0    | 30-44 ans    | 11,9   |
| 5,3    | 15-29 ans    | 13,3   |
| 12,0   | 0-14 ans     | 14,1   |

| Hommes | Classe d’âge | Femmes |
| ------ | ------------ | ------ |
| 1      | 90 ou +      | 2,7    |
| 9,2    | 75-89 ans    | 12     |
| 20,6   | 60-74 ans    | 21,3   |
| 20,7   | 45-59 ans    | 20,3   |
| 16,8   | 30-44 ans    | 16     |
| 15,6   | 15-29 ans    | 13,4   |
| 16,1   | 0-14 ans     | 14,3   |

### Remarques
Absorbe Hautefaye entre 1790 et 1794.

## Économie

### Agriculture
La viticulture occupe une petite partie de l'activité agricole. La commune est située dans les Bons Bois, dans la zone d'appellation d'origine contrôlée du cognac.

## Lieux et monuments

### Patrimoine religieux
L'église paroissiale Saint-Pierre, édifice massif roman, avec extension de la nef d'un côté comme on en trouve parfois dans la région (par exemple Combiers ou Rouzède). Elle date des XIe et XIIe siècles, mais a été remaniée au XVe siècle. Elle est inscrite aux monuments historiques depuis 1965.

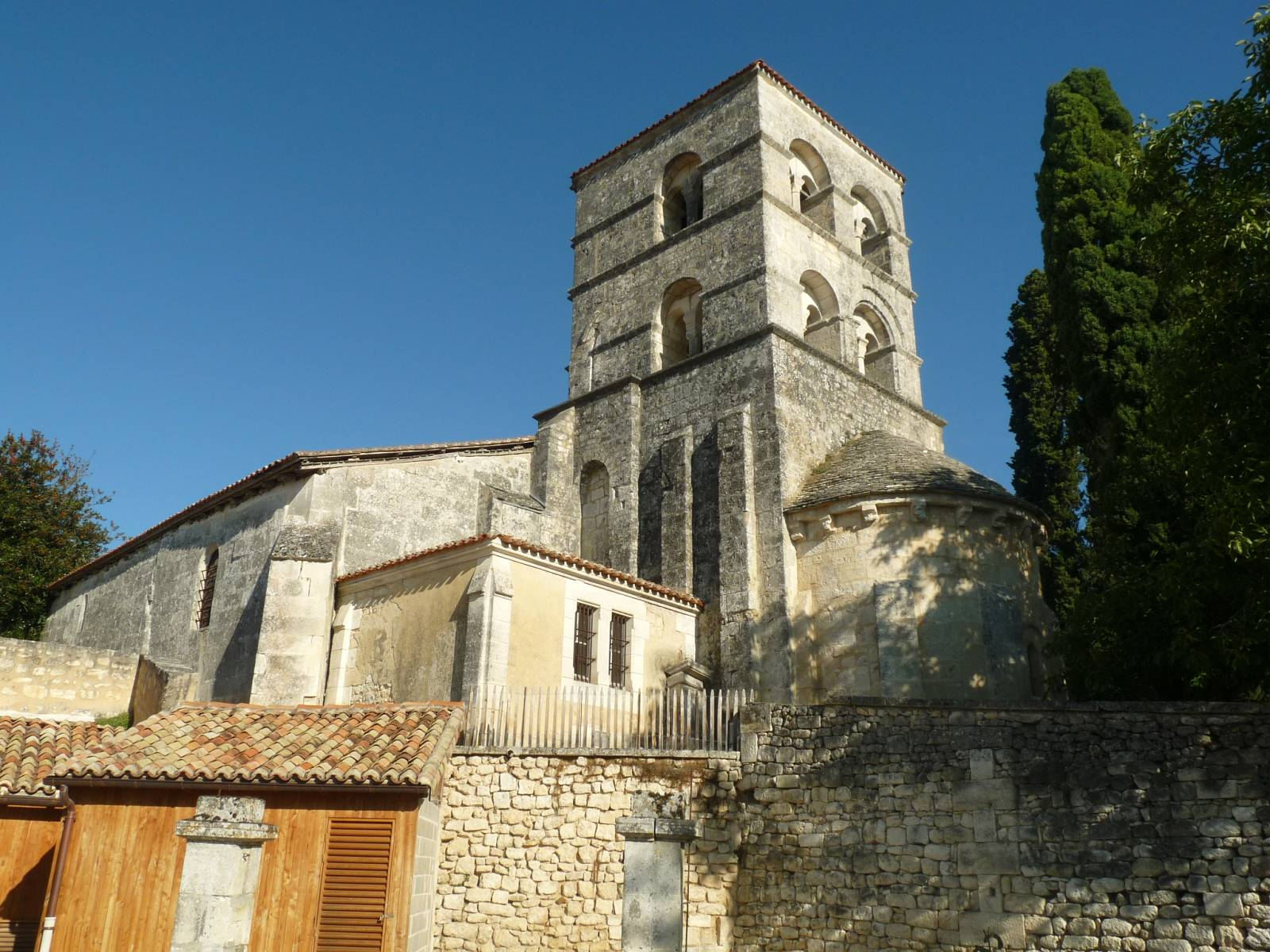
Le clocher et l'abside.
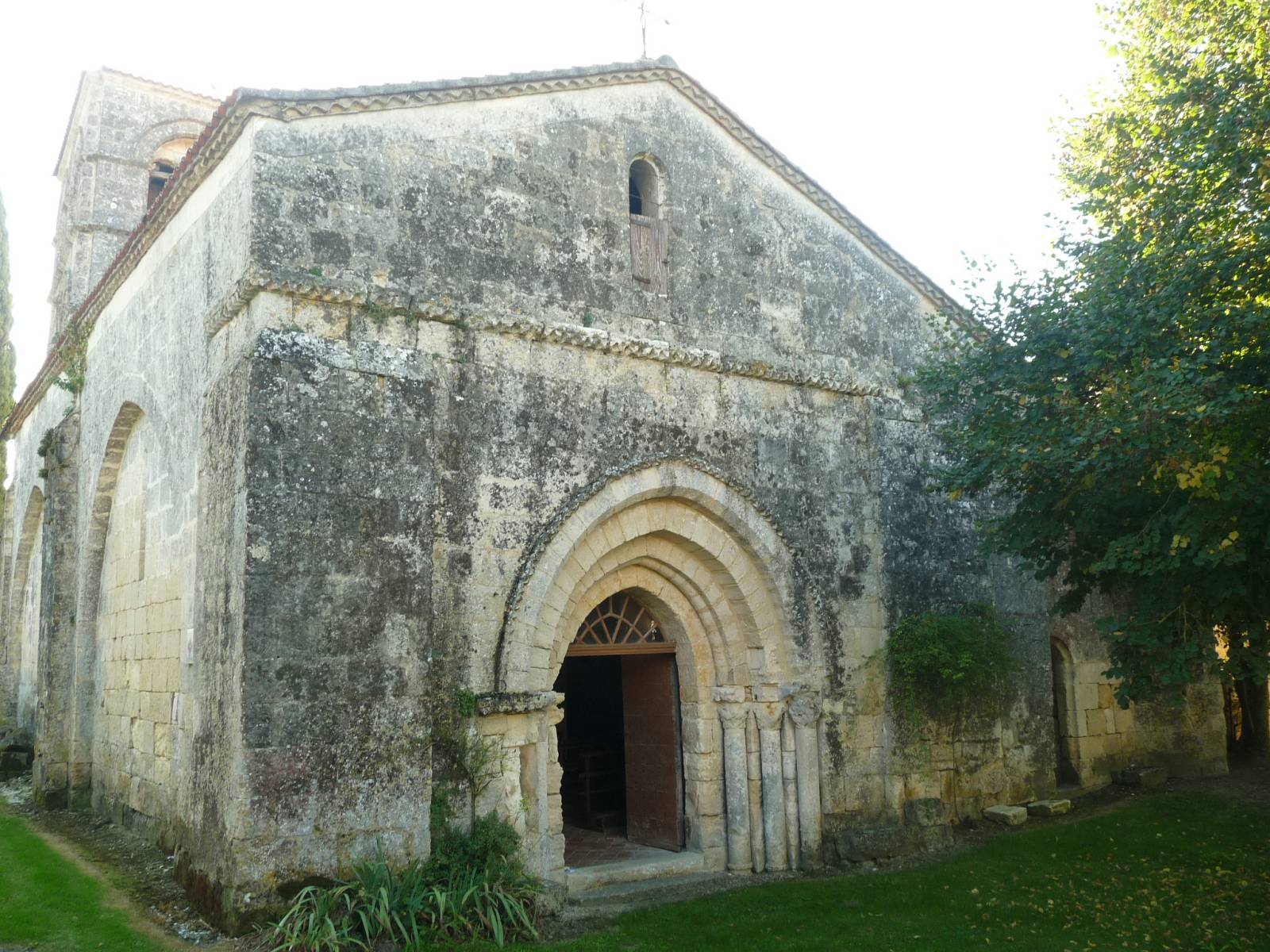
Le portail gothique.
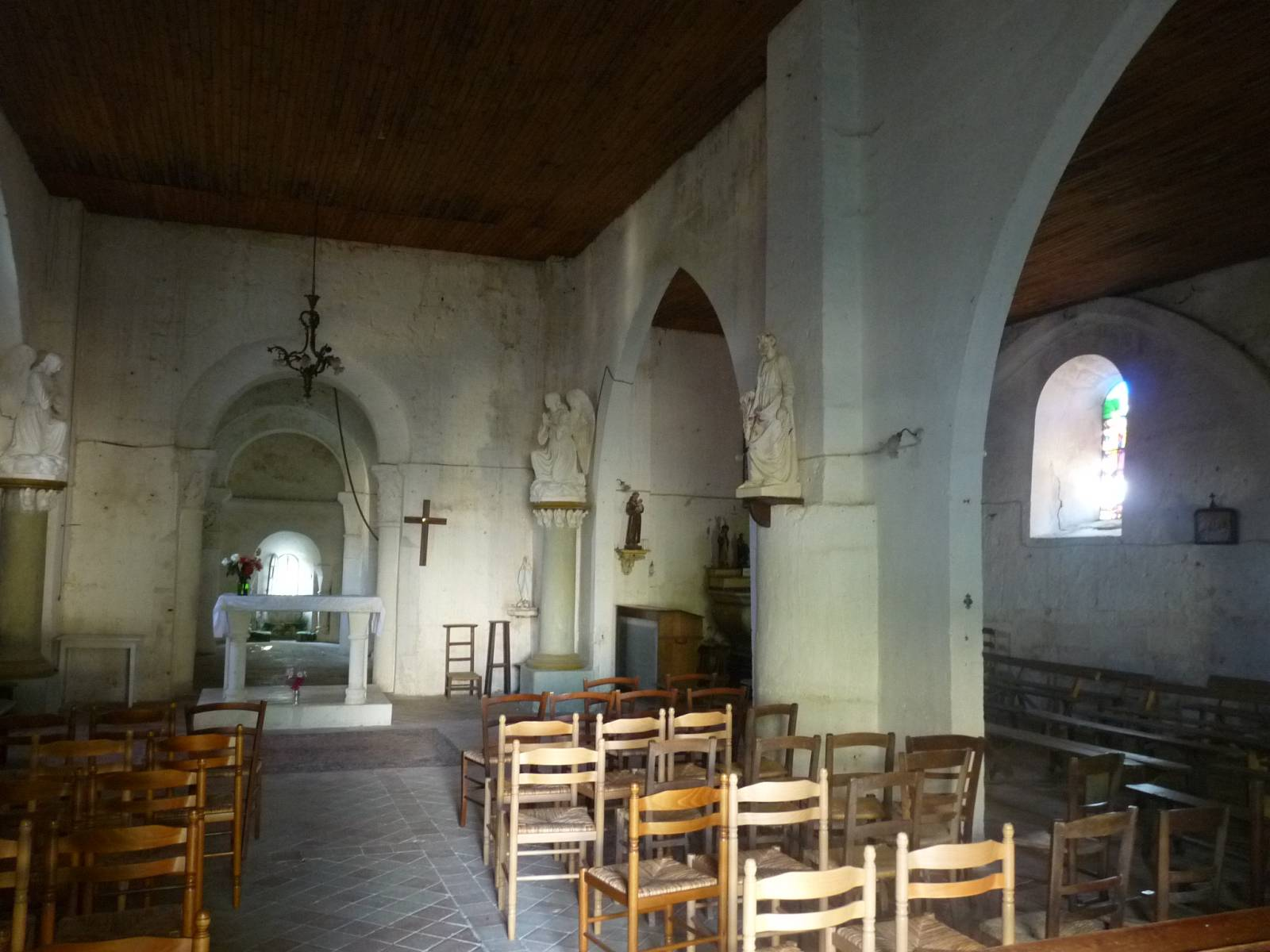
L'intérieur avec extension à droite.

### Patrimoine civil

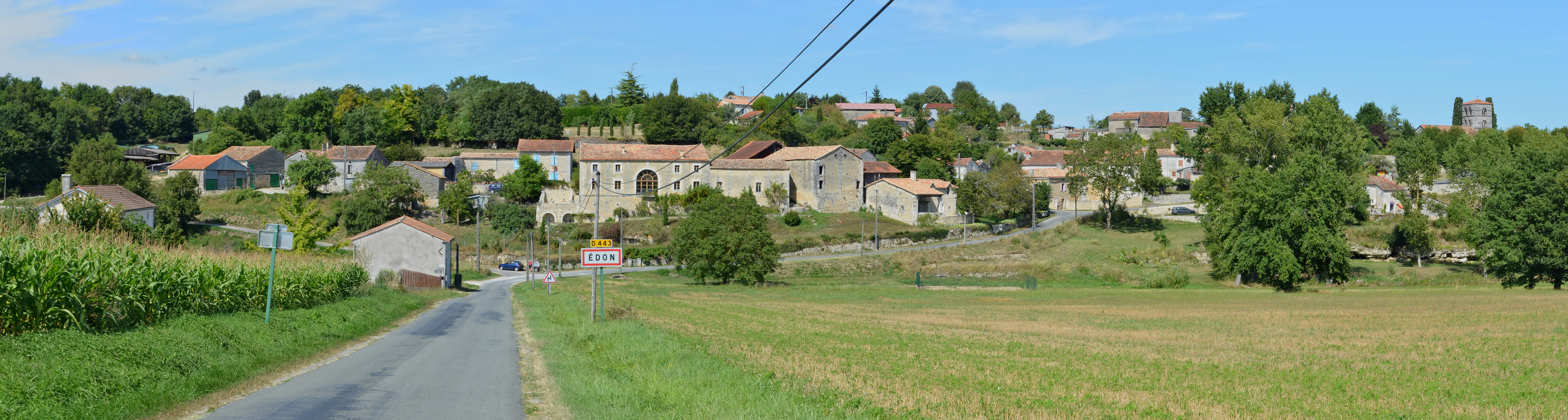
Vue panoramique d'Édon.

- Château de la Rochebeaucourt. Terre mentionnée dès le XIIIe siècle, sur laquelle furent édifiés deux châteaux, aux XVIe et XIXe siècles. Ce dernier adoptait le style Renaissance. Brûlé accidentellement en 1941 par les Allemands, il n'en reste que le soubassement et quelques vestiges des jardins avec leur orangerie. Les vestiges forment un plan en L. L'accès s'effectue par une cour fermée de grilles au nord et à l'est. Le soubassement est constitué d'arcatures fermées. Un passage conduit à des pièces ornées de sculptures de la fin du XVIe siècle. D'anciennes fontaines, des canalisations à dégueuloirs et un bassin encadrent l'orangerie. Propriété privée, il est inscrit aux monuments historiques depuis 1990[51]. En voir l'histoire à l'article La Rochebeaucourt.

- Le dolmen de Lombertie, appelé aussi dolmen de Pierre Rouge, le dolmen de la Gélie et le menhir de la Pierre Debout, dans une propriété privée. Le site, regroupant ces mégalithes distants de presque un kilomètre, est inscrit aux monuments historiques le 7 mars 1989[52].

- La mairie occupe un ancien château ou logis
- Lavoir et falaise au pied du bourg
- Moulin du Ménieux. Vestige industriel. Cette usine à papier, construite en 1863, à la place d'un moulin à blé, pour le prince Henry Gaston de Béarn, fut d'abord exploitée par Lacroix, puis par Pinquie. En 1901, transformation des bâtiments en magasin, écurie et remise. Roue hydraulique de côté en fer[53].
- Grottes, près du moulin du Ménieux, creusées dans la falaise de la rive concave de la Nizonne. La plus importante s'ouvre au sud du bois de la Cassine et porte le nom de Gavechou ; elle est surplombée par le rocher de la Grande Crête. Les autres sont l'abri de Font-Froide, l'abri du Fieux et d'autres petites grottes de moindre importance[39].

Un agréable sentier de randonnée de 2h35 permet de découvrir tous les lieux de la commune.

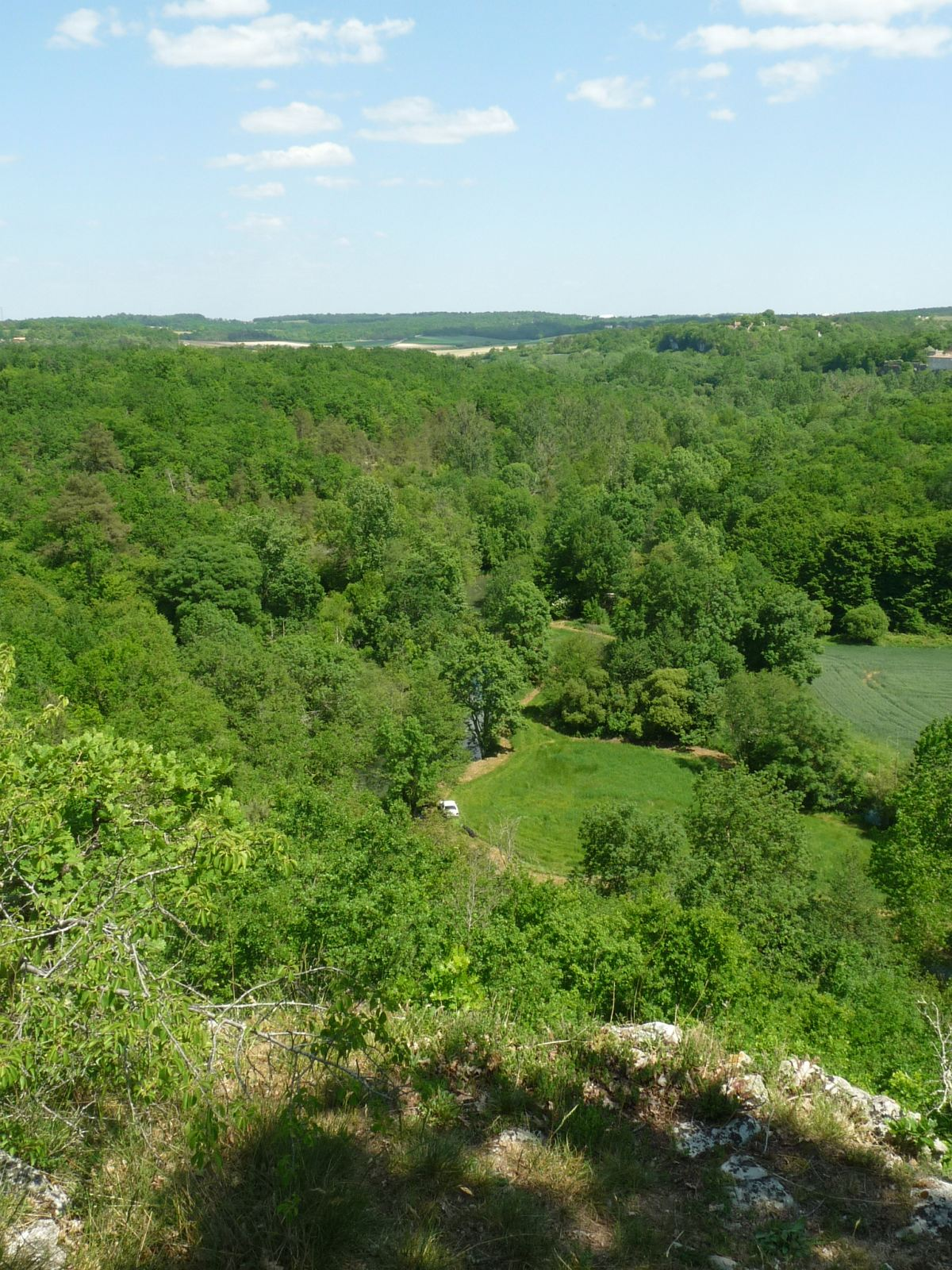
Vallée de la Nizonne depuis la falaise.
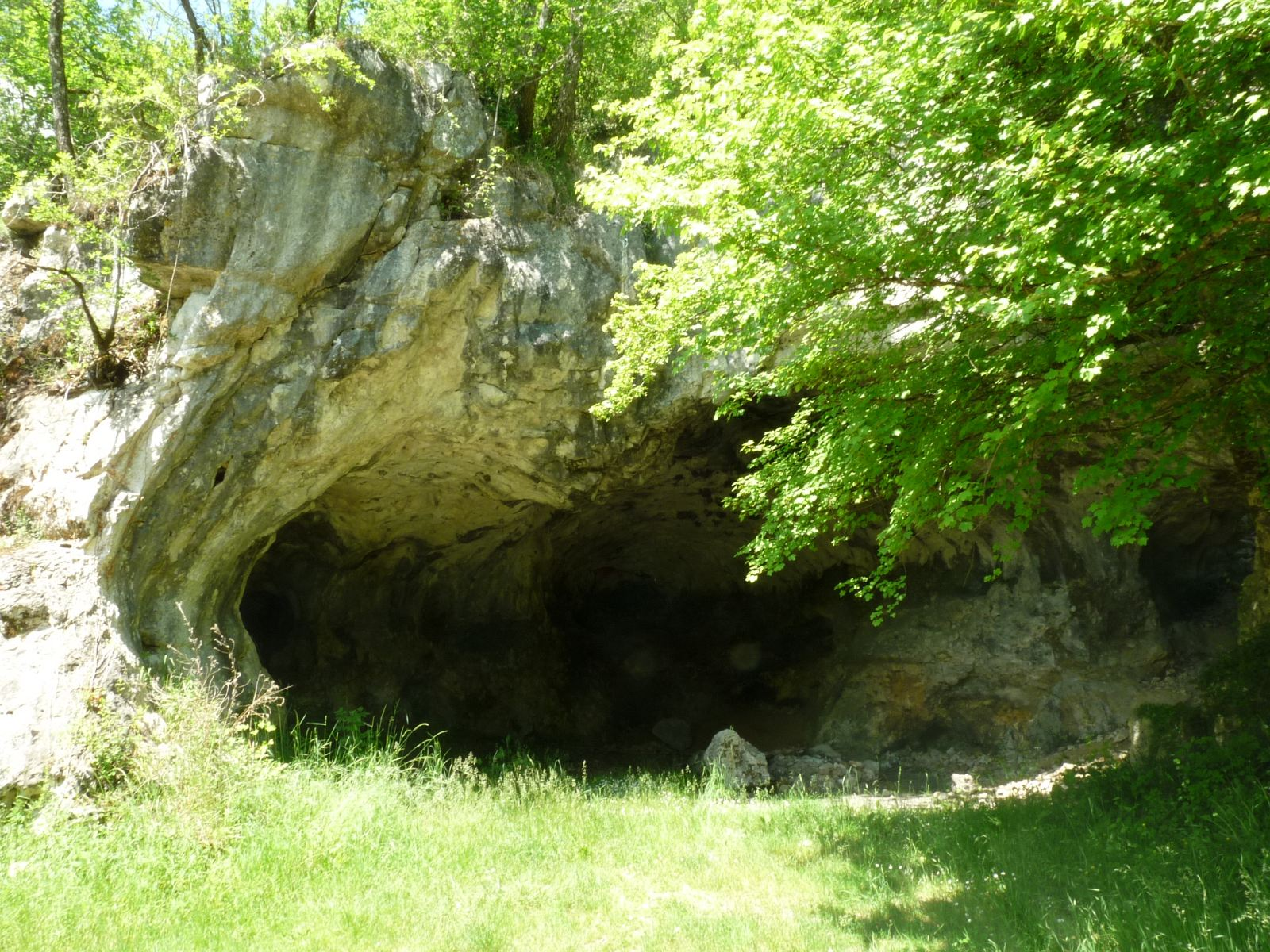
Grotte en amont du moulin du Ménieux.
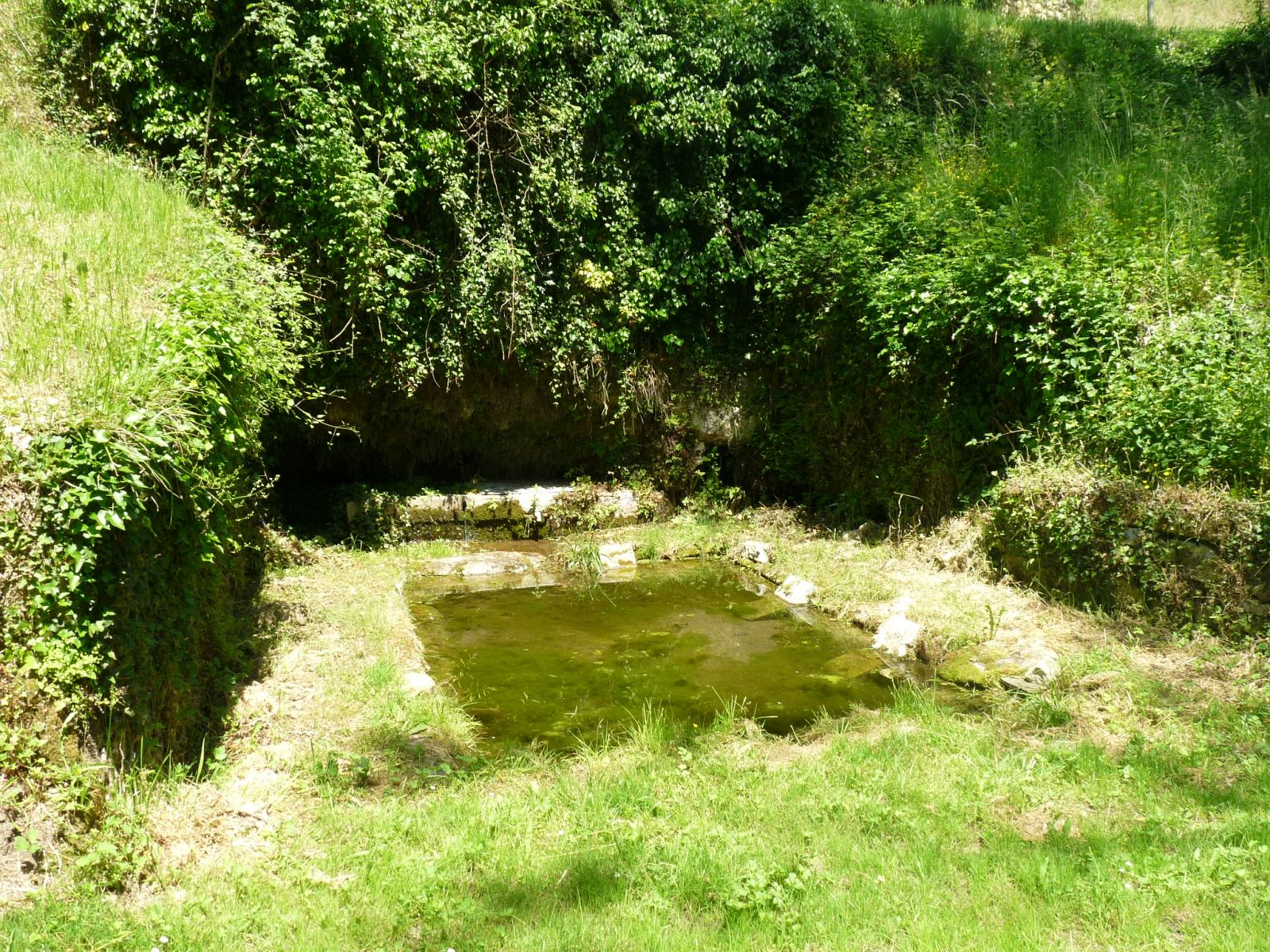
Lavoir au pied du bourg.
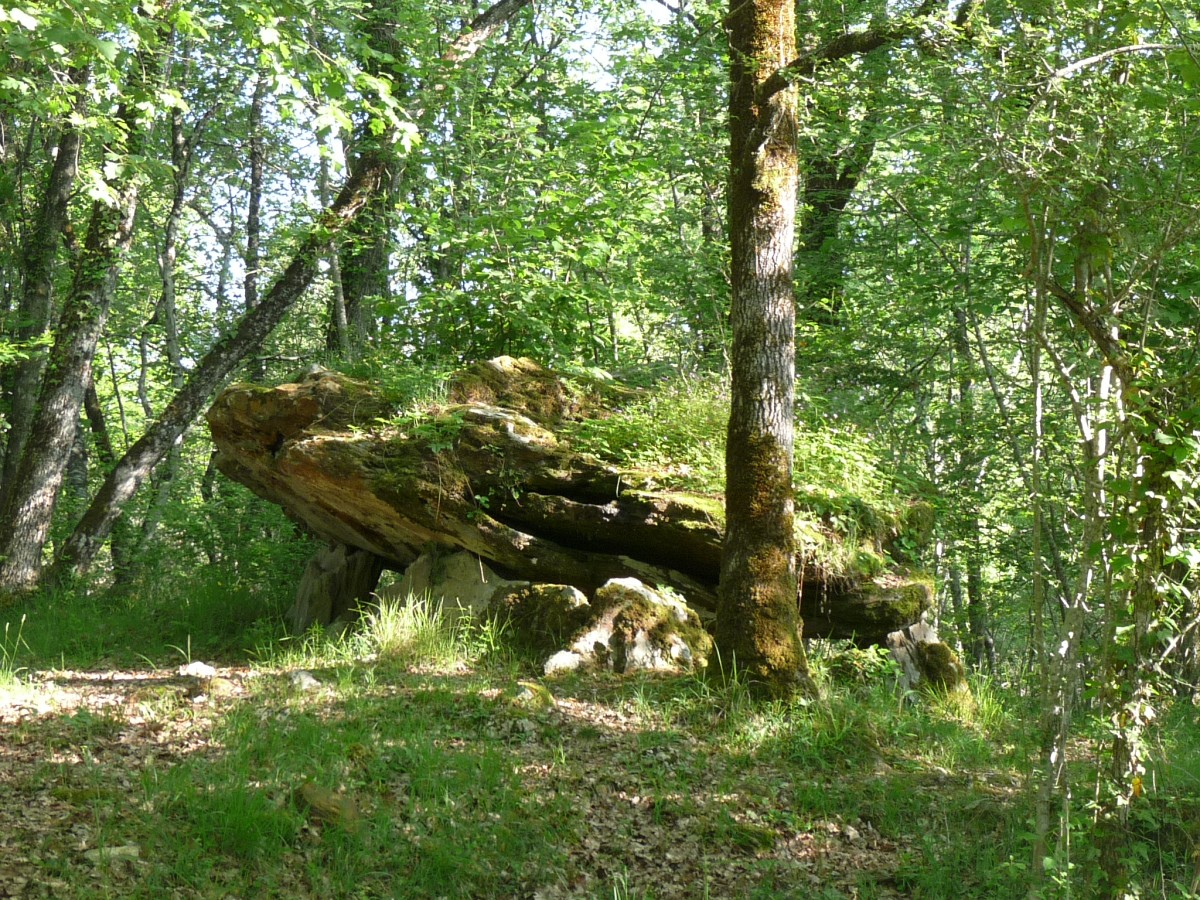
Dolmen de Pierre Rouge.